# Elaeocarpus guillainii
Elaeocarpus guillainii är en tvåhjärtbladig växtart som beskrevs av Eugène Vieillard. Elaeocarpus guillainii ingår i släktet Elaeocarpus och familjen Elaeocarpaceae. Inga underarter finns listade i Catalogue of Life.